# Scotland Yard sezione omicidi
Scotland Yard sezione omicidi (The Frightened City) è un film del 1961 diretto da John Lemont e con Sean Connery, in uno dei suoi primi ruoli.
Il tema principale del film è del gruppo musicale The Shadows.

## Trama
Il protagonista (Sean Connery), è un ladro chiamato Paddy Damion che viene attirato in un racket di protezione, al fine di sostenere il suo partner rimasto infortunato in una rapina.

## Home Video
Il film è stato distribuito su DVD nel 2010 dalla Sinister Film, contenente trailer e galleria fotografica come contenuti extra.